# Nopsides
Nopsides is een geslacht van spinnen uit de familie Caponiidae.

## Soorten
De volgende soorten zijn bij het geslacht ingedeeld:
- Nopsides ceralbonus Chamberlin, 1924